# Beautiful Ghosts
Beautiful Ghosts oder Beautiful Ghosts (from the Motion Picture Cats) ist ein Lied der US-amerikanischen Sängerin Taylor Swift aus der im Jahr 2019 veröffentlichten Filmadaption Cats, in der Swift Bombalurina spielte.
Das Lied wurde von Swift (Text und Musik) und dem Originalkomponisten von Cats, Andrew Lloyd Webber (Musik), geschrieben sowie von Greg Wells, Lloyd Webber und Cats-Regisseur Tom Hooper produziert. Es wurde am 15. November 2019 veröffentlicht. Da es als charakteristisches Lied für die Hauptrolle der Victoria angesehen wird, singt Francesca Hayward das Lied. Eine 30 Sekunden lange Reprise wird zudem von Judi Dench als Old Deuteronomy gesungen. Swift führt die offizielle Single-Version auf, die im Abspann abgespielt wird.
Mit der Veröffentlichung erhielt das Lied positive Rezensionen von den Musikkritikern. Es erhielt Nominierungen in den Kategorien Best Original Song bei den 77th Golden Globe Awards und Best Song Written for Visual Media bei den 63rd Annual Grammy Awards – Letztere war Swifts dritte Nominierung in der Kategorie; nach Safe & Sound (2011) und I Don’t Wanna Live Forever (2016).

## Hintergrund und Veröffentlichung
Im Jahr 2018 kam ein erstes Konzept des Liedes auf, als die Filmadaption noch am Anfang ihrer Produktion war. Zu diesem Zeitpunkt war es noch nicht betitelt. Der Song wurde geschrieben, um Victoria eine Möglichkeit zu geben, ihren Charakter dem Publikum vorzustellen, da sie in der ursprünglichen Bühnenshow allein durch Gesten und Tänzen kommuniziert.
Swift beschrieb das Lied wie folgt:

“‘Beautiful Ghosts’ is sung from a young voice who is wondering if she will ever have glory days. Longing for the sense of belonging she sees everyone finding. Reaching for it, desperately afraid of never having beautiful ghosts of days gone by to cling to in her older years.”

„‚Beautiful Ghosts‘ wird von einer jungen Stimme gesungen, die sich fragt, ob sie jemals ruhmreiche Tage haben wird. Sie sehnt sich nach diesem Gefühl von Zugehörigkeit, wie alle es finden. Sie strebt danach, ist jedoch verzweifelt, dass sie niemals die schönen Geister vergangener Tage haben wird, um sich an frühere Zeiten zu erinnern.“

Das Lied wurde vor der Filmpremiere auf digitalen Plattformen und bei den Streamingdiensten am 15. November 2019 veröffentlicht. Ein Lyricvideo erschien auf YouTube am selben Tag. Dieses Video hat mehr als 6 Millionen Aufrufe auf YouTube. In einem Interview aus dem Jahr 2021 sagte Webber, dass das Schreiben von „Beautiful Ghosts“ mit Swift das Einzige war, dass ihm Freude während der Arbeit an Cats bereitet hat.

## Komposition
Das Lied hat eine Dauer von 4 Minuten und 21 Sekunden. Es befindet sich in der Tonart E und wechselt von der Molltonart in den Strophen zur Durtonart im Refrain. Die Gesangsspanne reicht von G#3 bis C#5. Das Tempo weist 60 Schläge pro Minute auf. Das Lied hat eine zusammengesetzte ungerade Taktart, welche während des Liedes zwischen 6/8 und 9/8 wechselt. Das Ende weist einen 21/8-Takt auf.
Die orchestral begleitete Ballade startet mit einer Akustikmelodie, die von Lloyd Webber komponiert wurde. Während der Proben in seinem Studio in London im Dezember 2018, spielte er Swift die Melodie auf dem Klavier vor und Swift begann sofort damit, einen Songtext zu improvisieren. Laut Lloyd Webber schrieben die beiden ungefähr 90 % des Liedes an diesem Nachmittag. Er beschrieb die Zusammenarbeit mit Swift als Freude und als eine der besten in den 50 Jahren seiner Karriere. Swifts Songtexte seien großartig und ihre Aufführung des Liedes sei emotional und eine der besten, die er je erlebt habe. Tom Hooper, der Regisseur des Films und einer der Produzenten des Liedes, lobte die außergewöhnliche Schönheit von Swifts Lyrics und lobte zudem die Sängerin für ihr tiefgründiges Verständnis davon, was er und sein Team sich bei der Umsetzung des Filmes gedacht habe.

## Rezeption
Das Lied erhielt positive Rezensionen von Musikkritikern, die Swifts Gesang lobten. Darlene Aderoju und Joelle Goldstein von People beschrieben den Song als erschreckend schön (Englisch: „chillingly-beautiful“) und erwähnten die eindringliche Melodie, die das Gefühl des Verlangens, dazuzugehören und in besseren Erinnerungen zu schwelgen betont. Sie lobten außerdem Swifts Gesang und bezeichneten ihn als etwas Erstaunliches, das über ihren typischen Country-Pop-Stil hinausgehe; besonders die finale gesungene Note.
Ron Dicker, der für HuffPost schrieb, lobte Swifts Gesang und nannte das Lied eindringlich wunderschön und einen absoluten Showstopper.
Elite Dailys Jessica Bolanos meinte, dass der Song nichts Geringeres als Perfektion sei und dass die Lyrics vor Leidenschaft triefen würden.
Chris Willman von Variety schrieb, dass das Lied eine Rückkehr zur jugendlichen Tonalität in Swifts Stimme sei, welche typisch zur Zeit ihres Fearless-Albums war.
Brittany Spanos und Ryan Reeds von Rolling Stone beschrieben den Song als filmisch und wehmütig. Sie waren außerdem der Meinung, dass sich das Lied zu einem stürmischen Klimax aufbaue, wenn die Stimme der Sängerin ins volle Getöse übergehe.
MTVs Madeline Roth lobte Swifts Gesang und bezeichnete die finale hohe Note des Liedes als stärker als alles andere, was wir je von T. Swift bis jetzt gehört hätten.
Carolyn Droke von Uproxx schrieb, dass das Lied von dem melancholischen Gefühl handle, das mit dem Schwelgen in alten Erinnerungen auftritt. Sie würdigte zudem Swift dafür, dass sie ihre Gesangsspanne aufführte.
Andere gaben dem Lied weniger freudige Rezensionen. Adam Feldman schrieb für Time Out, dass „Beautiful Ghosts“ schrecklich sei, indem er sagte, dass Swifts Lyrics mit Banalität scheppern würden.
Johnny Oleksinski von der New York Post stimmte zu und nannte das Lied eine billige Kopie des Liedes „Memory“.
Leah Marilla Thomas von Cosmopolitan lobte den letzten Chorus des Liedes, aber beschrieb das Lied als ein bisschen beknackt (Englisch: „a little bonkers“). Zuhörer sollten ihre Erwartungen vor dem ersten Hören senken.
Auch verschiedene Mitarbeiter von Vulture kritisierten das Lied und beschrieben den Songtext als unsinnig und kitschig; Swifts Gesang wurde kritisiert – Rebecca Alter fasste den Song damit zusammen, dass Swift nach einer Note springen und von einer Klippe fallen würde.
Im Juni 2022 zählte Insider „Beautiful Ghosts“ als Swifts schlechtesten Song für einen Soundtrack auf.

## Auszeichnungen
Das Lied für die Kategorie Best Original Song bei den 77th Golden Globe Awards nominiert, was Swifts dritte Nominierung in dieser Kategorie nach „Safe & Sound“ (2013) und „Sweeter than Fiction“ (2014) darstellte.
Bei den 63rd Annual Grammy Awards wurde „Beautiful Ghosts“ in der Kategorie Best Song Written for Visual Media nominiert, was Swifts dritte Nominierung in dieser Kategorie war – nach „Safe & Sound“ (2011) und „I Don't Wanna Live Forever“ (2016).
| Jahr | Organisation        | Auszeichnung                       | Ergebnis  | Einzelnachweis |
| ---- | ------------------- | ---------------------------------- | --------- | -------------- |
| 2020 | Golden Globe Awards | Best Original Song                 | nominiert | [ 25 ]         |
| 2020 | Huading Awards      | Best Global Film Theme Song        | nominiert | [ 26 ]         |
| 2021 | Grammy Awards       | Best Song Written for Visual Media | nominiert | [ 27 ]         |

## Credits und Mitwirkende
Credits von Tidal.
- Taylor Swift – Gesang, Songwriter
- Andrew Lloyd Webber – Produzent, Songwriter
- Greg Wells – Produzent
- Tom Hooper – Produzent
- Gus Pirelli – Engineer, Studiopersonal
- Ryan Smith – Mastering Engineer, Studiopersonal
- Serban Ghenea – Mixer, Studiopersonal
- John Ashton Thomas – Dirigent
- Everton Nelson – Leiter des Orchesters
- Susie Gillis – Orchester-Kontraktor
- Eliza Marshall, Helen Keen – Altflöte, Flöte
- Anthony Pike – Bassklarinette
- Jodi Milliner – Bass
- Andy Wood – Bassposaune
- Adrian Bradbury, Caroline Dearnley, Chris Worsey, Frank Schaefer, Ian Burdge, Paul Kegg – Cello
- John Carnac – Klarinette
- Jane Marshall – Englischhorn
- Allen Walley, Mary Scully, Richard Pryce, Steve Mair – Kontrabass
- Alexei Watkins, Martin Owen, Richard Watkins, Simon Rayner – Horn
- Skaila Kanga – Harfe
- David Thomas – Oboe
- Chris Baron, Frank Ricotti – Percussion
- John Ashton Thomas, Peter Murray – Piano
- Bill Lockhart – Pauke
- Ed Tarrant, Mark Nightingale – Posaune
- Dan Newell, Kate Moore, Pat White – Trompete
- Owen Slade – Tuba
- Andy Parker, Gillianne Haddow, Gustav Clarkson, Jake Walker, Martin Humbley, Peter Lale, Polly Wiltshire, Sue Dench – Bratsche
- Dai Emanuel, Dave Williams, Debbie Preece, Debbie Widdup, Emil Chakalov, Everton Nelson, Ian Humphries, Jonathan Evans-Jones, Julian Leaper, Kate Robinson, Laura Melhuish, Lorraine McAslan, Mark Berrow, Martyn Jackson, Miranda Dale, Natalie Bonner, Odile Ollagnon, Patrick Kiernan, Paul Willey, Ralph de Souza, Richard George, Rick Koster – Violine